# Gouvernement Lumumba
Première République
Administration coloniale du Congo belge Iléo I
Le gouvernement Lumumba est le gouvernement composé par Patrice Lumumba, et le premier gouvernement du Congo-Kinshasa après son indépendance. Il a été en fonction officiellement du 30 juin 1960 au 12 septembre 1960.

## Composition

### Premier et vice-premier ministre
- Premier ministre et ministre de la Défense nationale : Patrice Lumumba (MNC/L)
- Vice-premier ministre: Antoine Gizenga (PSA)

### Ministres d’État
- Paul Bolya (PNP)
- Georges Grenfell (MNC/L)
- Charles Kisolokele (ABAKO)
- André Genge (PUNA)

### Ministres
- Affaires économiques et du Plan : Aloïs Kabangi (MUB)
- Affaires étrangères : Justin Bomboko (UNIMO)
- Affaires foncières : Alexandre Mahamba (MNC/L)
- Affaires sociales : Antoine Ngwenza (PUNA)
- Agriculture : Joseph Lutula (MNC/L)
- Commerce extérieur : Marcel Bisukiro (CEREA)
- Communications : Alphonse Songolo (MNC/L)
- Éducation nationale et des Beaux-Arts : Pierre Mulele (PSA)
- Finances : Pascal Nkayi (ABAKO)
- Information et des Affaires culturelles : Anicet Kashamura (CEREA)
- Intérieur : Christophe Gbenye (MNC/L)
- Jeunesse et des Sports : Maurice Mpolo (MNC/L)
- Justice : Rémy Mwamba (BALUBAKAT (en))
- Mines : Edmond Rudahindwa (REKO)
- Ministre délégué à l’ONU : Thomas Kanza (Universitaire)
- Ministre résidant en Belgique chargé des relations entre la Belgique et le Congo : Albert Delvaux (PNP-LUKA)
- Santé publique : Grégoire Kamanga (COAKA)
- Travail : Joachim Masena (PSA)
- Travaux publics : Alphonse Ilunga (UNC)

### Secrétaires d’État
- À la Coordination économique et au Plan : Alphonse Nguvulu (PP)
- À la Défense nationale : Albert Nyembo (CONAKAT)
- À la Justice : Maximilien Liongo (APIC)
- À la Présidence : Joseph-Désiré Mobutu (MNC/L)
- À l’Information et aux Affaires culturelles : Antoine-Roger Bolamba (MNC/L)
- Au Commerce extérieur : Antoine Kiwewa (MNC/L)
- Aux Affaires étrangères : André Mandi (Universitaire)
- Aux Finances : André Tshibangu (Universitaire)